# Arthur Lyon
Arthur St. Clair Lyon (Nova York, 1 d'agost de 1876 - Santa Monica, Califòrnia, 13 de juny de 1952) va ser un tirador d'esgrima estatunidenc que va competir a començament del segle xx. Durant la seva carrera esportiva va prendre part en tres edicions dels Jocs Olímpics.
El 1920, als Jocs d'Anvers, va disputar quatre proves del programa d'esgrima. Guanyà la medalla de bronze en la competició de floret per equips. En la prova de sabre per equips fou cinquè i en la d'espasa per equips sisè.
El 1924, als Jocs de París, va tornar a disputar quatre proves del programa d'esgrima, però en aquesta ocasió no aconseguí cap resultat destacable i fou eliminat en sèries en totes elles.
El 1928 va disputar els seus tercers i darrers Jocs a Amsterdam. Disputà dues proves del programa d'esgrima, destacant la cinquena posició en la prova d'espasa per equips.